# Marc Feigenspan
Marc Feigenspan (* 9. Juli 1962 in Reutlingen) ist ein deutscher Musiker und freischaffender Künstler, der auch unter dem Künstlernamen Duke Span auftritt.

## Leben und Wirken
Feigenspan interessierte sich schon während seiner Jugend sowohl fürs Filmemachen als auch für Musik: Nach frühen Gehversuchen als Kameraassistent beim ersten Schimanski-Tatort Duisburg-Ruhrort, entschied er sich jedoch für das Studium der Klassischen Perkussion am Richard-Strauss-Konservatorium München sowie Jazz-Schlagzeug an der Swiss Jazz School in Bern. Im Anschluss absolvierte er in New York City an der New School for Social Research seinen Bachelor of Music in Jazz and Contemporary Music sowie an der Manhattan School of Music seinen Master of Music in Jazz and Commercial Composition. Während seines Studiums war er bereits als Musiker sowie Road- und Stage-Manager für die Jazz-Ensembles „The Carl Allen Quintet“ und „Cindy Blackman Quartet“ tätig. Zudem war er fünf Jahre persönlicher Assistent des Jazzschlagzeugers und Komponisten Max Roach.
Seit 1988 ist Feigenspan Bandleader, Drummer, Vibraphonist und Komponist der Band Dukespan NYC, die für „Acoustic Pop, Rock & Classic Soul with a twist of Jazz“ steht und Tourneen durch Europa, Nordamerika, Kanada und Asien absolvierte. Seit 2001 lebt er wieder in Deutschland: Neben seiner Tätigkeit als Musiker entwickelte er audiovisuelle Ideen und Konzepte für Film, Funk und Fernsehen. Er komponierte für die europaweit ausgestrahlte Dokumentarfilm-Reihe „Schätze der Welt – Erbe der Menschheit“ die Filmmusik; beim Dokumentarfilm „Das abenteuerliche Leben des Lasse Braun“ war er Soundmixer. Anlässlich des 85. Geburtstags von Kurt Weidemann gab er gemeinsam mit diesem eine Collectors Box heraus mit vielfältigen Einblicken in Weidemanns Leben. Er produziert nicht nur Filmmusik, sondern auch Sound Branding sowie Konzepte und Produktionen für Kommunikation im Raum, insbesondere für Museen, Messen und Events.

## Werke

### Musik-Kompositionen / Filmmusik
- mit Regisseur Horst Brandenburg: Schätze der Welt – Erbe der Menschheit. SWR, Stuttgart; 1995–2016[3]
- mit Regisseur Thorsten Schütte: Das abenteuerliche Leben des Lasse Braun. arte, Straßburg / Discovery Germany, München / filmvergnuegen GmbH, Berlin; 2005[4]

### Raum-Klang-Inszenierungen
- mit Milla & Partner: Das Wissen der Welt – 200 Jahre Brockhaus. 2005; Buchmesse, Frankfurt am Main[5][6]
- mit Milla & Partner: Lava-Dome Mendig. 2005; Deutsches Vulkanmuseum, Mendig[7]

### Publikationen
- mit Petra Kiedaisch, Oliver A. Krimmel und Uli Cluss: „Sehr verehrte Damen, meine Herren (SVDMH) Es spricht: Kurt Weidemann“. av edition, Stuttgart 2007, ISBN 978-3-89986-097-9[8][9]

### Video-Kompositionen
- mit Pat Metheny (Gitarre, Komposition), Jan Garbarek (Saxophon), Gary Burton (Vibraphon), Scott Colley (Kontrabass), Danny Gottlieb (Schlagzeug), Paul McCandless (Oboe), Michael Gibbs (Dirigent, Arrangeur), Helge Sunde (Dirigent) und SWR Big Band: Hommage à Eberhard Weber – Visual Collaborative Composition with Pat Metheny. EPK | ECM Records, München; 2015; Theaterhaus, Stuttgart[10][11]

## Diskografie (Auswahl)
- 1998: 12 Colors – Dukespan NYC[12] (mit Bob Belden, Scott Colley, Devin Emke, Clark Gayton, John Hart, Kevin Hays, Dean Johnson, Jim Snidero, Jack Walrath und Anthony Wonsey)
- 2008: I’m Not in Love (Instrumentalversion) – Dukespan NYC
- 2008: Songs from Our Past  Vol. 1 / Live on stage – Dukespan NYC[13] (mit Markus Max Braun, Gee Hye Lee und Tesz Millan)
- 2010: Songs from Our Past  Vol. 2 / Live on stage – Dukespan NYC[14] (mit Johannes Brecht, Gee Hey Lee, Joel Locher, Britta Medeiros, Tesz Millan, Igor Petrov, Ekkehard Rössle und Frank Stöckle)
- 2012: Songs from our Past Vol. 3 Sexy MF – Dukespan NYC[15] (mit Johannes Brecht, Gee Hey Lee, Tesz Millan, Igor Petrov, Ekkehard Rössle und Frank Stöckle)
- 2017: Vol. 7 Vibraphone Sessions – Dukespan NYC[16] (mit Andreas Fetzer, Dieter Fischer, Sophia Oster und Johann Polzer)[17]